# Fimbristylis assamica
Fimbristylis assamica är en halvgräsart som beskrevs av Charles Baron Clarke och Guha Bakshi. Fimbristylis assamica ingår i släktet Fimbristylis och familjen halvgräs.
Artens utbredningsområde är Assam (Indien). Inga underarter finns listade i Catalogue of Life.